# Томас Мюллер (офіцер СС)
Томас Мюллер (нім. Thomas Müller; 2 лютого 1902, Мюнхен — ?) — німецький офіцер, штандартенфюрер СС.

## Біографія
10 квітня 1933 року вступив в НСДАП (квиток №3 447 996) і СС (посвідчення №109 770). В 1934 році вступив в частини посилення СС, в жовтні призначений командиром 13-ї роти штандарту СС «Дойчланд». В 1938 році переведений в штандарт СС «Фюрера». В складі дивізії СС «Райх» брав участь у Французькій кампанії. З липня 1940 року — командир 2-го батальйону 4-го піхотного полку СС «Фюрер». В квітні 1941 року призначений командиром унтер-офіцерського училища СС в Радольфцеллі. З 2 грудня 1942 по 30 червня 1944 і з 10 по 23 липня 1944 року — командир 20-го моторизованого полку СС 9-ї танкової дивізії СС «Гогенштауфен», з 29 червня по 10 липня 1944 року — командир дивізії. У вересні 1944 року недовго командував 17-ю моторизованою дивізією СС «Гец фон Берліхінген». В жовтні 1944 року призначений командиром 27-ї добровольчої дивізії СС «Лангемарк». Учасник боїв в Нормандії, в Арденнах і на Одерському фронті. В кінці війни відійшов з рештками дивізії в Шверін, де здався англо-американським військам.

## Звання
- Шарфюрер СС (15 січня 1934)
- Труппфюрер СС (5 червня 1934)
- Обертруппфюрер СС (1 липня 1934)
- Унтерштурмфюрер СС (9 листопада 1934)
- Оберштурмфюрер СС (1 червня 1935)
- Гауптштурмфюрер СС (9 листопада 1936)
- Штурмбаннфюрер СС (31 жовтня 1939)
- Оберштурмбаннфюрер СС (20 квітня 1942)
- Штандартенфюрер СС (21 червня 1943)

## Нагороди
- Німецька імперська відзнака за фізичну підготовку в сріблі
- Спортивний знак СА в бронзі
- Штурмовий піхотний знак в бронзі
- Залізний хрест 2-го і 1-го класу